# Melvin (Iowa)
Pour les articles homonymes, voir Melvin.
Melvin est une ville du comté d'Osceola, en Iowa, aux États-Unis. Elle est fondée en 1900 et incorporée en 1901.

## Source de la traduction
- (en) Cet article est partiellement ou en totalité issu de l’article de Wikipédia en anglais intitulé « Melvin, Iowa » (voir la liste des auteurs).